# Protaetia indica
Protaetia indica är en skalbaggsart som beskrevs av Miksic 1965. Protaetia indica ingår i släktet Protaetia och familjen Cetoniidae. Inga underarter finns listade i Catalogue of Life.